# ريتشارد غرين (جندي)
ريتشارد غرين هو جندي كندي، ولد في 1980 في Mill Cove, Nova Scotia ‏ في كندا، وتوفي في 17 أبريل 2002 في قندهار في أفغانستان.